# Magasles

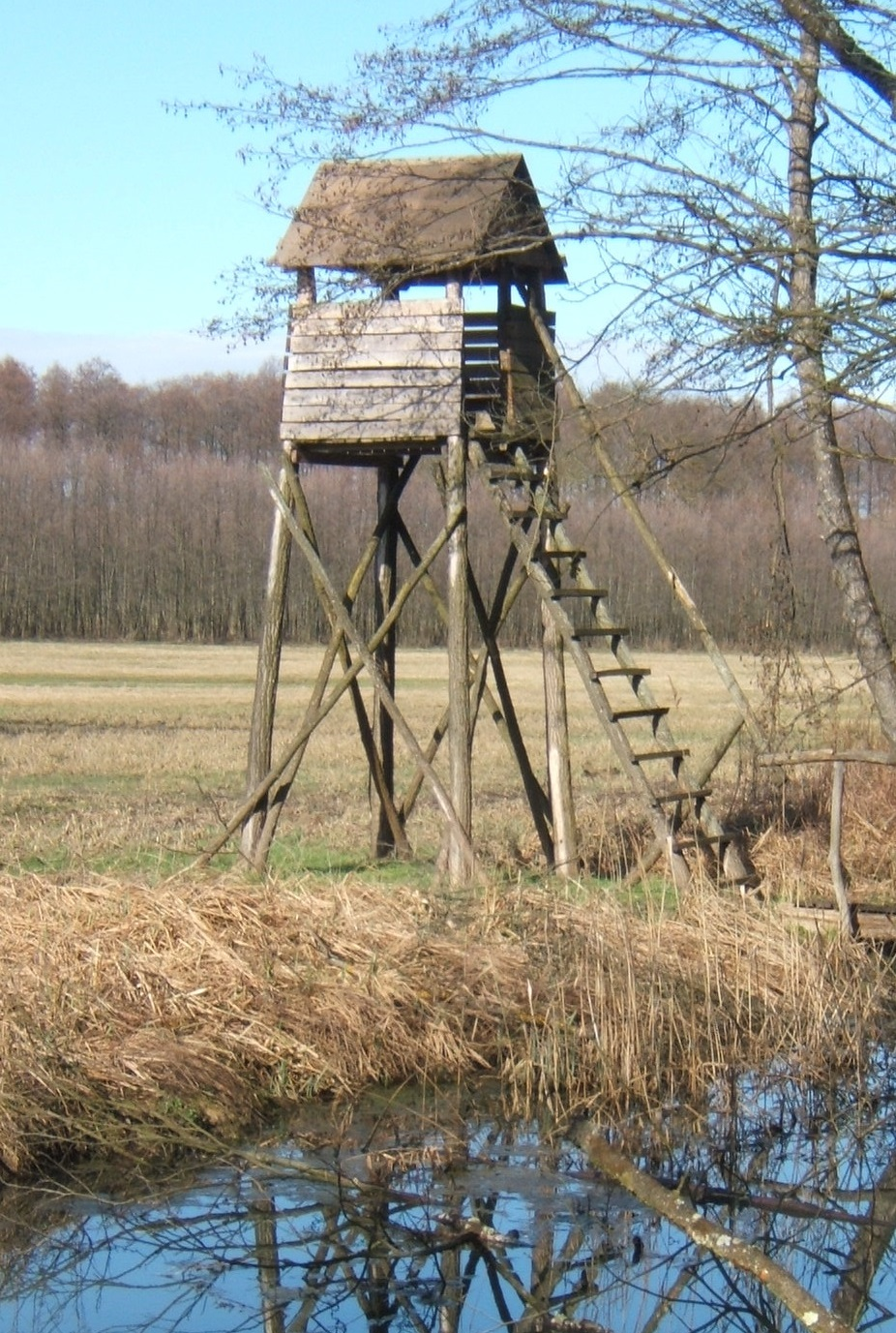
Magasles Nagybajom külterületén, az Aranyos-patak mentén (Somogy vármegye)

A magaslesek (más néven vadászlesek) fontosak a vad megfigyelésében és a vadászatban, valamint a ragadozók gyérítésében is. Céljuk, hogy az előttük lévő területet jobban belássuk, a vadász szagát pedig a szél a vad fölött vigye el.
A megfigyelni kívánt terület több oldalára is célszerű magaslest állítani, hogy bármilyen irányú szél fúj is, a megfelelő helyre néző les jól megközelíthető. A különböző típusú lesek esetében általános elhelyezési szempont, hogy a vad felől nézve a les hátterét fás növényzet, leginkább erdő adja, hogy a vadász időnkénti mozgása minél kevésbé tűnjön fel. A lesre felvivő létra a bokrok vagy fák közül vezet ki, mert így takarásban lehet felmászni a lesre, míg az odavezető cserkészút a nesztelen megközelítést segíti. A vadásznak célszerű legalább egy órával a várt vad megjelenése elhelyezkednie a magaslesen.
A magasles készülhet hordozható vagy állandó változatban, illetve lehet nyitott, fedett vagy zárt.
A hordozható, ideiglenes leseket vadkárelhárító vadászatoknál használják, ahol a védendő területre rendszeresen kiváltó vad, az úgynevezett vadváltók közelében állítják fel. Ezeknek az egyszemélyes, könnyen átépíthető és áttelepíthető eszközöknek az alapanyaga fa mellett acél- vagy alumíniumvázas szerkezetű is lehet. Elkészíthetőek fának támasztható, kétágú létrára helyezett ülésként, négylábú és összecsukható, esetleg fára építhető rendszerben.
Az állandó magaslesekkel igen változatos megjelenésben készülhetnek. Általában egészséges, tartós keményfából készülnek (4-7 m magas, hasznos felső alapterülete kb. 2 m². A lábakat 1 méterre leásva a les megfelelően biztosan áll, a lábakat egymással leggyakrabban úgynevezett Andráskereszttel szokták merevíteni.
A lesek állapotát évente ellenőrizni kell, mivel a lábak és a padlódeszka idővel korhadhat, a létra fokai elöregszenek.